# La Fille du bois maudit
Pour plus de détails, voir Fiche technique et Distribution.
La Fille du bois maudit (titre original : The Trail of the Lonesome Pine) est un film américain en Technicolor réalisé par Henry Hathaway, sorti en 1936.

## Synopsis
Lonesome Pine. Un coin perdu de l'Amérique sauvage où deux familles, les Tolliver et les Falin, se livrent un combat ancestral. Cette haine a été jalonnée de nombreuses morts, de part et d'autre. Un jour, Jack Hale, un ingénieur, vient construire une voie ferrée à travers le pays. Il trouve une conciliation avec les deux clans, qui lui permettent de traverser leur territoire respectif afin d'y poser les rails du futur chemin de fer. Mais Hale est un homme instruit qui amène avec lui les mœurs de la ville dans cette région où les hommes sont restés sauvages et illettrés et où le progrès n'a pas pénétré. Des tensions se font bientôt jour au sein de chaque famille, tensions qui vont les précipiter dans une tragédie dont chacun sortira anéanti.

## Fiche technique
- Titre français : La Fille du bois maudit
- Titre original : The Trail of the Lonesome Pine
- Réalisation : Henry Hathaway, assisté de Richard Talmadge
- Scénario : Grover Jones, Horace McCoy, Harvey Thew, d'après le roman The Trail of the Lonesome Pine de John Fox Jr.
- Photographie : Robert C. Bruce et William Howard Greene
- Couleurs : Technicolor
- Musique : Gerard Carbonara et Hugo Friedhofer (non crédités)
- Montage : Robert Bischoff
- Ratio : 1,37:1
- Costumes : Helen Taylor
- Direction artistique : Hans Dreier (non crédité)
- Producteur : Walter Wanger
- Sociétés de production : Walter Wanger Productions, Paramount Pictures
- Société de distribution : Paramount Pictures
- Pays de production :  États-Unis
- Langue d'origine : anglais américain
- Format : Couleur (Technicolor)  - 35 mm - 1,37:1 - Son Mono (Western Electric Sound System)
- Genre : Film dramatique, Film d'aventure

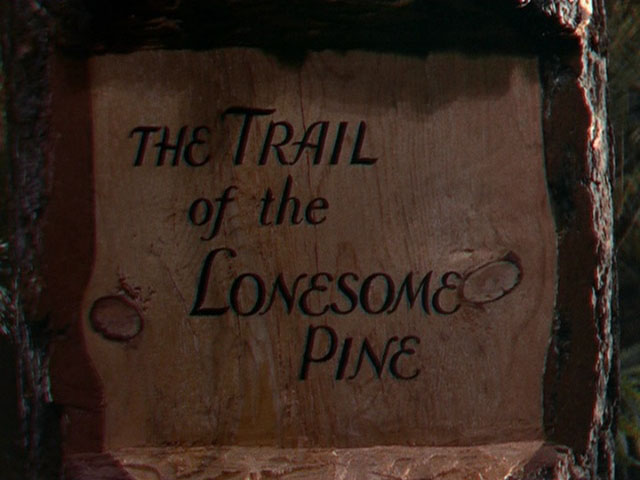
Une image du générique

- Durée : 102 minutes
- Dates de sortie : 
  - États-Unis : 17 février 1936
  - France : 17 septembre 1936

## Distribution
- Sylvia Sidney : June Tolliver
- Fred MacMurray (VF : Jean Davy) : Jack Hale
- Henry Fonda (VF : René Fleur) : Dave Tolliver
- Fred Stone (VF : Allain-Durthal) : Judd Tolliver
- Nigel Bruce : Thurber
- Beulah Bondi : Melissa Tolliver
- Robert Barrat : Buck Falin
- George McFarland : Buddie Tolliver
- Fuzzy Knight : Tater
- Otto Fries : Corsey
- Samuel S. Hinds (VF : Jean Mauclair) : Le shérif
- Alan Baxter : Clay Tolliver
- Henry Brandon : Wade Falin
- Bob Kortman : Gorley Falin
- Charles Middleton : le forgeron
- Richard Carle : Ezra Tolliver
- Philip Barker : Merd Falin
- Fern Emmett : Lena Tolliver
- John Larkin : un serviteur

Acteurs non crédités
- Merrill McCormick : un membre du clan Falin
- Frank McGlynn Sr. : le prédicateur

## Chansons du film
- "Trail of the Lonesome Pine", paroles et musique de Harry Carroll
- "Twilight on the Trail" et "A Melody from the Sky", musique de Louis Alter, paroles de Sidney D. Mitchell

## Distinctions
- Oscar 1937 : nomination de Twilight on the Trail comme meilleure chanson originale

## Autour du film
- La Fille du bois maudit est l’un des premiers films tournés en technicolor. Le travail sur la couleur et la photographie (avec profondeur de champ) est assez extraordinaire pour l'époque. The Trail of the Lonesome Pine reste une réussite brillante, mais trop méconnue, dans la carrière de Henry Hathaway.

- Le roman de John Fox avait déjà été adapté auparavant au cinéma :
  - en 1914, The Trail of the Lonesome Pine, réalisé par Frank L. Dear
  - en 1916, La Piste du pin solitaire, réalisé par Cecil B. DeMille, avec Charlotte Walker et Theodore Roberts
  - en 1923, The Trail of the Lonesome Pine, réalisé par Charles Maigne, avec Mary Miles Minter et Antonio Moreno